# Jean-François Copé
Jean-François Copé (nascut el 5 de maig de 1964 a Boulogne-Billancourt) és un polític francès que ha ocupat diversos càrrecs destacats. És conegut especialment per ser l'alcalde de Meaux des de 1995, amb una interrupció breu entre el 2002 i el 2005. Copé va ser portaveu del govern de 2002 a 2007 sota el Primer Ministre Jean-Pierre Raffarin i més tard va servir com a Ministre del Pressupost de 2005 a 2007 sota la presidència de Jacques Chirac. Va esdevenir membre de l'Assemblea Nacional per la 6a circumscripció de Seine-et-Marne i va ser president del grup de l'Unió per un Moviment Popular (UMP) a l'Assemblea Nacional. El novembre de 2010, es va convertir en el secretari general de l'UMP, i el 2012, després d'una elecció controvertida, va servir breument com a president del partit fins que va dimitir el 2014 a causa de l'afer Bygmalion. Copé també va concórrer a les primàries dels Republicains el 2016 però va acabar en l'últim lloc. La seva carrera política ha estat marcada tant per importants assoliments en càrrecs públics com per controvèrsies.